# Phulpur (Bangladesh)
Phulpur è un sottodistretto (upazila) del Bangladesh situato nel distretto di Mymensingh, divisione di Mymensingh. Si estende su una superficie di 580,21 km² e conta una popolazione di  601.766 abitanti (censimento 2011).